# Вецсвирлаука
Вецсвирлаука (латыш. Vecsvirlauka) — населённый пункт в Елгавском крае Латвии. Входит в состав Яунсвирлаукской волости. Находится на берегу реки Свитене. Расстояние до города Елгава составляет около 13 км. По данным на 2015 год, в населённом пункте проживало 117 человек.

## История
В советское время населённый пункт был центром Вецсвирлаукского сельсовета Елгавского района. В селе располагалась центральная усадьба колхоза им. Калинина.